# Kosmologi
För andra betydelser, se Kosmologi (olika betydelser).

Karta över fluktuationer i den kosmiska bakgrundsstrålningen, uppmätt av WMAP.

Kosmologi är det vetenskapliga studiet inom astronomin och fysiken av universums uppkomst och utveckling och dess storskaliga struktur. Den kosmologiska standardmodellen är den vedertagna beskrivningen av hur universum uppkom för omkring 13,8 miljarder år sedan genom Big Bang – en våldsam händelse då rummet och tiden uppkom och rummet började expandera från ett gemensamt hett tillstånd i termodynamisk jämvikt.
Kosmologin utgår från den kosmologiska principen, som säger att universum ser likadant ut för alla observatörer: universum är isotropiskt och homogent på stora avståndsskalor (miljontals ljusår eller mer). En stor mängd observationer tyder på att detta är riktigt. Den kosmologiska principen tillsammans med Hubbles observation att universum expanderar har lett till uppkomsten av Big Bang-teorin.

## Standardmodell: Big Bang
De klassiska hörnstenarna i kosmologin är universums expansion, den kosmiska bakgrundsstrålningen och syntesen av lätta grundämnen i det tidiga universum, den så kallade nukleosyntesen. I den moderna kosmologin studerar man också uppkomsten av galaxer och storskaliga strukturer, anisotropier och fluktuationer i den kosmiska bakgrundsstrålningen, mörk materia, mörk energi och inflation.
Kosmologi studeras experimentellt genom astronomiska observationer och markbaserade eller satellitbaserade mätningar av strålning. Den teoretiska beskrivningen är baserad på den allmänna relativitetsteorin, där man kan visa att den kosmologiska principen och ett expanderande universum leder till Big Bang-teorin och den kosmiska bakgrundsstrålningen. Fysikerna använder även många andra grenar av fysiken, som partikelfysik, kärnfysik, statistisk fysik och kvantfältteori.
Några av de viktigaste experimentella observationerna är upptäckten av avlägsna galaxer liknande vår egen, Hubbles upptäckt av universums expansion, Penzias och Wilsons upptäckt av den kosmiska bakgrundsstrålningen och senare upptäckten av dess anisotropier av COBE-satelliten, och Hubbleteleskopets mätningar av galaxers hastigheter. På senare tid har mörk materia upptäckts, WMAP-satelliten har gjort mycket precisa mätningar av bakgrundsstrålningens fluktuationer och studier av avlägsna supernovor har lett till upptäckten av mörk energi – vakuumenergi eller en kosmologisk konstant.
Den moderna versionen av den kosmologiska standardmodellen kallas också Lambda-CDM-modellen, där Lambda betecknar den kosmologiska konstanten (mörk energi) och CDM står för Cold Dark Matter (kall mörk materia). Enligt mätningarna består universum till 4 procent av vanlig materia, 23 procent mörk materia och 73 procent mörk energi, så vi känner bara till 4 % av universums beståndsdelar. Mätningarna har också avslöjat att universums expansion accelererar, och att universums geometri är flat (till skillnad från stängd eller öppen).

## Fysikalisk kosmologi
Se vidare
- Astrofysik
- Big Bang
  - Inflation
  - Kosmisk bakgrundsstrålning
    - Siunjajev-Zeldovitj-effekten

  - Mörk materia
  - Mörk energi
- Universums framtid
- Kosmologins tidslinje
- Antropiska principen

## Historiska teorier inom fysikalisk kosmologi
Innan den kosmiska bakgrundsstrålningen upptäcktes hade Big Bang-teorin sin största konkurrent i den så kallade Steady state-teorin. Det har också tidigare funnits andra alternativa modeller. Allteftersom fler och exaktare kosmologiska observationer har gjorts har de äldre teorierna alla övergivits till förmån för Big Bang.
Bland historiska kosmologiska modeller kan nämnas
- Steady state-teorin, föreslagen av Bondi, Gold och Hoyle. Denna teori övergavs eftersom den inte kunde förklara den kosmiska bakgrundsstrålningen på ett tillfredsställande sätt.
- Den kvasistationära tillståndsteorin (eng. Quasi Steady State) är en modifikation av den ursprungliga Steady state-teorin av Hoyle, Burbidge och Narlikar
- Klein-Alfvéns kosmologi (kallas också plasmakosmologi), är en alternativ teori utarbetad av Hannes Alfvén och Oskar Klein
- Trött ljus-teorin (eng. Tired light) är en alternativ teori som försöker förklara rödförskjutningen hos avlägsna objekt med energiförlust hos ljuset istället för universums expansion.

## Alternativa modeller
Det finns alternativa kosmologiska modeller till den kosmologiska standardmodellen. Det rör sig å ena sidan om modeller som motsäger någon av de grundläggande aspekterna av standardmodellen:
- att universum expanderar,
- att universum uppstod i det förflutna från ett mycket hett och tätt tillstånd
- den kosmologiska principen att universum är i stort sett homogent och isotropiskt
- den Kopernikanska principen att vi inte observerar universum från någon utvald plats,

och å andra sidan om alternativa modeller för olika delar av standardmodellen, till exempel alternativ till mörk energi eller modeller som kompletterar standardmodellen med en teori för vad som hände innan Big Bang (som den cykliska modellen). Ett exempel på en teori som ämnar ersätta behovet av mörk materia är MOND, en alternativ gravitationsteori föreslagen av Mordehai Milgrom som ersätter behovet av mörk materia med en modifierad gravitationslag på stora avstånd.
På grund av att det observationella stödet för standardmodellen är mycket starkt är intresset för dessa alternativa modeller i allmänhet inte stort bland kosmologer och astronomer.

## Historisk bakgrund
Ordet "kosmologi" är relativt nytt (det användes först 1730 i Christian Wolffs Cosmologia Generalis), men studiet av universum har en lång historia i vetenskap, filosofi, esoterik och religion.
Isaac Newton antog att objekt hade en absolut hastighet och att vissa objekt verkligen befann sig i vila medan andra verkligen var i rörelse. Han insåg att det inte finns något sätt att mäta dessa absoluta hastigheter. Newton trodde dock att hans teori var orimlig utan antagandet att det finns absoluta referenspunkter även om de inte kan fastställas. För rotationer anförde han den roterande vattenspannen som ett exempel på absolut rörelse. Om vi kan iaktta en konkav vattenyta är det möjligt att påstå att spannen roterar i en absolut mening.
På 1800-talet formulerade James Clerk Maxwell en uppsättning ekvationer – Maxwells fältekvationer – som visade att ljus beter sig som en elektromagnetisk våg som färdas med konstant hastighet genom rummet (som fortfarande kunde antas vara absolut, innehålla en "eter" som medium för ljusets utbredning). Detta tycktes innebära ett sätt att undvika problemen med Newtons relativitet. Genom att mäta ljushastigheten för ljus utsänt från objekt i olika rörelsetillstånd skulle dessa objekts hastighet relativt det absoluta rummet kunna fastställas. Försök gjorda av Michelson och Morley mot slutet av 1800-talet gav dock det entydiga resultatet att ljusets hastighet var oberoende av dessa rörelsetillstånd.
Einstein kom på teoretisk väg fram till detta resultat, som han publicerade 1905 i sin uppsats Zur Elektrodynamik bewegter Körper (Om elektrodynamiken hos kroppar i rörelse).
Den speciella relativitetsteorin (formulerad av Albert Einstein 1905) utgick från postulatet att ljusets hastighet är densamma för alla observatörer. Den gjorde mekanikens ekvationer konsistenta med avseende på observationer gjorda av observatörer i likformig relativ rörelse, vilket krävde att avstånd och tid var variabla, var olika för olika observatörer. Det var därmed inte längre möjligt att betrakta rum och tid som åtskilda utan endast som delar av ett enhetligt fyrdimensionellt system, en "rumtid".
Speciella relativitetsteorin behandlar system som befinner sig i likformig relativ rörelse. Enligt teorin finns det inget sätt att avgöra att något sådant system skulle ha en särställning. Det finns därför inte någon meningsfull tolkning av påståendet att ett system "är i vila". Det är detta förhållande som ordet relativitet syftar på. Det är inte möjligt att på ett fysikaliskt meningsfullt sätt tala om ett objekts hastighet och acceleration utan att först välja en referensram, definiera ett koordinatsystem i rummet, som objektets rörelse relateras till.
Den allmänna relativitetsteorin kombinerar relativitet med ekvivalensprincipen, nämligen principen att man i ett lokalt system inte kan särskilja effekterna av gravitation och likformig acceleration. Detta leder till att rumtidens geometri beror på förekomsten av materia och energi: materia/energi ger upphov till en krökt rumtid. Partiklar som färdas fritt i denna krökta rumtid rör sig därmed under inflytande av gravitationen som inte längre kan anses vara en kraft utan är en egenskap hos rummet. Gravitationen är universell i den meningen att den påverkar alla kroppar på samma sätt, till skillnad från andra krafter som till exempel den elektromagnetiska kraften.